# Stok Polski
Stok Polski – wieś w Polsce, położona w województwie łódzkim, w powiecie sieradzkim, w gminie Błaszki.
W latach 1975–1998 miejscowość położona była w województwie sieradzkim.

## Integralne części wsi
| SIMC    | Nazwa    | Rodzaj    |
| ------- | -------- | --------- |
| 0698733 | Grobelka | część wsi |
| 0698740 | Polesie  | część wsi |

## Historia
Pierwsza wzmianka z 1400 r. dotyczy Nicolausa de Stok. W XVI w. Jan Łaski wymienia Stok w par. Wojków. W II połowie XVII w. Stok wraz z sąsiednimi Sobiesękami stanowił własność Rafała Wężyka – miecznika dobrzyńskiego. Po śmierci miecznika dobra przeszły w ręce jego syna Józefa (źródło: księgi sier. gr rel. 87, k.251-252). Kolejnym właścicielem majątku był Kazimierz z Ostrowa Rychłowski h. Nałęcz. Po śmierci tegoż majątek przeszedł drogą spadku na jego synów Franciszka i Antoniego by w końcu lat 70. być w rękach już tylko Antoniego Rychłowskiego. Po nim majątek odziedziczyli jego synowie Alojzy i Józef. W roku 1781 bracia Rychłowscy sprzedali Stok swojemu kuzynowi Ignacemu Rychłowskiemu, który w 1782 r. sprzedał Stok, Piegowiski i Sobiesęki Marcinowi Belina Wągrowskiemu, stolnikowi smoleńskiemu. Stolnik smoleński gospodarował dobrami stockimi przeszło dwadzieścia lat. Po II rozbiorze Polski Wągrowski osadził tu kolonistów niemieckich, zakładając tzw. Hollendry Marcinowskie, Hollendry Sobiesęckie. Po jego bezpotomnej śmierci w 1802 r. dobra te zostały podzielone: dobra Stok przeszły na bratanków – Stanisława, Marcina i Andrzeja braci Wągrowskich, a dobra Sobiesęki na brata Stanisława Mikołaja Wągrowskiego. Po regulacji hipoteki w 1821 r. jedynym właścicielem dóbr Stoki stał się Marcin Wągrowski, a po jego śmierci 29 września 1827 r. – żona Franciszka z Rudnickich Wągrowska., która odsprzedała Stok w 1833 r., a następnie odkupiła od Józefa Lubowidzkiego, dyr. Banku Polskiego. Po śmierci Franciszki z Rudnickich jej drugi mąż Stanisław Bogusławski, major w powstaniu listopadowym przejął Stok. W rękach rodziny Bogusławskich dobra te pozostawały do 1874 r., kiedy to Jan Niepomucen Bogusławski sprzedał je małż. Oppenheym. Po ich śmierci dobra Stok nabył od sukcesorów Hieronim Nieszkowski. W 1883 r. kupił je Franciszek Meier, a po jego śmierci w 1904 r. przejął jego syn Władysław, który w 1906 r. przystąpił do ich parcelacji i wyprzedaży. Resztówkę podworską kupił Walenty Wągrowski, która w posiadaniu tej rodziny jest do dziś. Z przeprowadzonej w 1757 r. wizji Stoku wynika, że był tu niegdyś dwór na kopcu. "Idąc od wrót dwór na kopcu na koło kanałem obwiedziony, ale znalazłem go zarosłym...". Dom obecnych właścicieli prawdopodobnie też stoi na tym kopcu.